# Schwyzerörgeli
Le schwyzerörgeli ("accordéon schwyzois" en français) ou schwyzoise dans le langage populaire, est un instrument de musique suisse (canton de Schwytz) de la famille de l'accordéon. C'est un petit accordéon diatonique datant du XIXe siècle.

## Facture

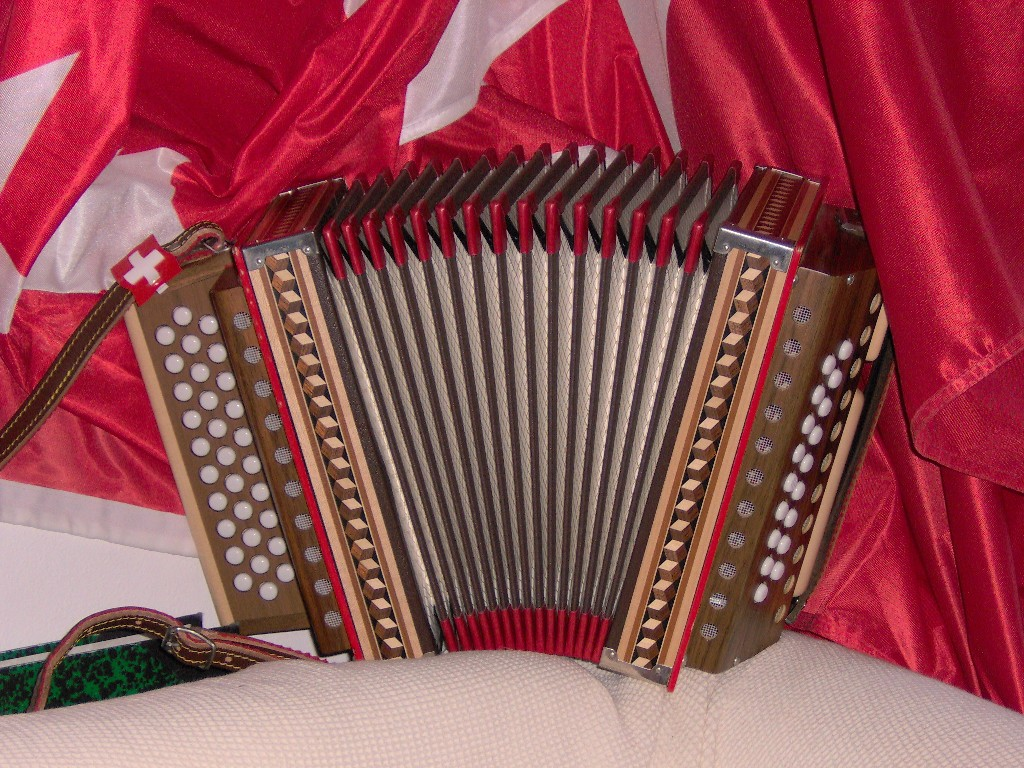
Schwyzerörgeli

Ce fut probablement Johann Samuel Herrmann qui, en 1836, fabriqua le premier petit accordéon schwyzois. Cet instrument fut bientôt connu sous le nom de langnauerli. En 1848, un reportage sur une exposition à Berne fait part d’un accordéon « amélioré ». Le déménagement dans un atelier plus spacieux permit une augmentation de la production jusque vers la fin du siècle, puis l’accordéon Herrmann fut supplanté par le schwyzois, plus puissant.
Durant son enfance déjà, Robert Iten commença à faire de la musique sur un Rupfgygeli bernois. À côté de son travail de plombier, il réparait et accordait des accordéons. Il essaya de compléter son instrument par des demi-tons, bien qu’il fût limité par le manque de place. Il fut le premier en Suisse à créer un châssis, un caisson en bois placé dans la cavité du soufflet, lequel avait assez d’espace pour contenir toutes les différentes voix. L’instrument fabriqué par Iten en 1883 porta pour la première fois le nom de schwyzois. C’est ainsi que le nombre des accordéons schwyzois Iten se répandit bientôt jusque dans la région de Berne. Par la suite, la fabrication des schwyzois fut marquée par trois pionniers qui ont amélioré le timbre de cet instrument : Alois Eichhorn, Josef Nussbaumer et Ernst Salvisberg. Les anciens exemplaires de ces maîtres en la matière sont négociés de nos jours à des prix élevés.
Le boitier est assez anguleux avec des décorations de marqueteries variées faisant de chaque instrument une pièce unique.
Une des particularités du schwyzerörgeli est que le clavier des basses est chromatique.

## Jeu
Le schwyzerörgeli longtemps rejeté et même ignoré par les amateurs de « folklore en vogue » fut définitivement estimé à sa juste valeur dans les années 60 du siècle dernier. En tant qu’instrument de musique populaire et de danse, le schwyzois et l’accordéon ont supplanté en large mesure le violon, seul l’intérêt porté à une instrumentation traditionnelle a remis ces deux instruments sur un pied d’égalité. 
De nos jours, le schwyzerörgeli est l'un des instruments de musique folklorique suisse le plus commun, tant en Suisse alémanique qu'en Suisse romande.